# Олд-Хаа

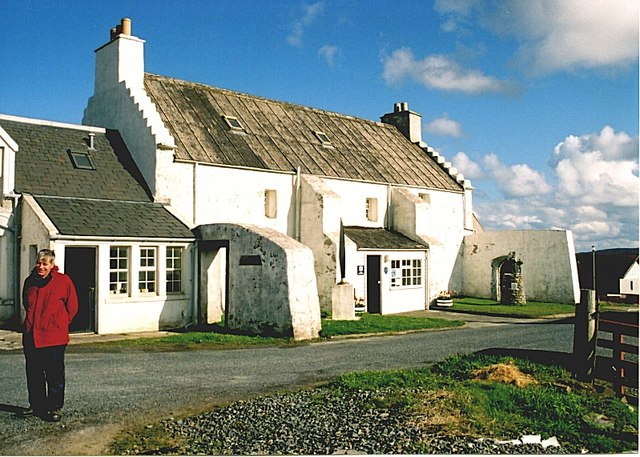
Здание музея.

«Олд-Хаа» (англ. Old Haa Museum) — музей местной истории в Шотландии. Находится в деревне Барраво в юго-восточной части острова Йелл в архипелаге Шетландских островов.
Здание музея построено в 1672 году. В 1971 году включено в список памятников архитектуры категории «B».